# Охременко Сергій Федорович
Сергій Федорович Охреме́нко (нар. 1860 — пом. 6 грудня 1926, Ялта) — радянський винороб, засновник російської школи виноробства.

## Біографія
Народився у 1860 році у дворянській родині. Отримав домашню освіту. 1880 року закінчив Уманське училище садівництва і сільського господарства. 17 вересня 1880 року зарахований практикантом до Нікітського ботанічного саду, де він стажувався до 21 серпня 1882 року під керівництвом винороба А. П. Сербуленка. Після закінчення практики у 1883 році іде на військову службу, а згодом повертається і стає помічником А. П. Сербуленка. У 1883—1890 роках працював виноробом в Гурзуфі (Крим), стажувався по виноробству у Франції, Німеччині, Австрії. З 1890 року головний винороб виноградарсько-виноробного дослідного і навчально-показового господарства «Магарач».
Вперше в практиці російського виноробства розробив прийоми спиртування вин, технологію вироблення високоякісних південнобережних десертних і міцних вин. Одночасно вів педагогічну діяльність на Вищих курсах по виноробству при Нікітському ботанічному саді, підготував понад 300 фахівців-виноробів. Автор оригінального десертного вина з винограду сорту Мускат чорний.
За десертні вина був удостоєний високих нагород:
- Всесвітньої виставки в Парижі (1900);
- Міжнародної виставки в Турині (1911);
- Всесоюзної сільськогосподарської виставки в Москві (1925).

Помер в Ялті 6 грудня 1926 року.